# Août 1964

## Évènements
- Émeutes en Inde dans les grandes villes.

- 1er août : une nouvelle constitution de type fédéral est adoptée au Congo-Léopoldville. Autorisant le multipartisme, le pays s'appelle désormais la République démocratique du Congo.
- 1er - 8 aout : le 49e congrès mondial d’espéranto a lieu à La Haye. Il rassemble 2512 participants.
- 2 août : 
  - incident naval dans le golfe du Tonkin, les États-Unis en profitent pour amorcer une escalade au Viêt Nam : bombardement du Nord.
  - Formule 1 : Grand Prix automobile d'Allemagne.
- 2 - 4 août : incidents du golfe du Tonkin. Attaque de deux destroyers américains.
- 4 août :
  - Congo-Léopoldville : prise de Kisangani aux mains des lumumbistes par les forces belges, britanniques et américaines, doublée d'une campagne d'opinion destinée à justifier l'intervention étrangère et dénonçant les atrocités commises par les « rebelles ».
  - Début des bombardements aériens américains sur le Nord Viêt Nam en réplique à l'agression nord-vietnamienne dans le golfe du Tonkin. L'aviation américaine bombarde 25 vedettes.
- 6 août : victoire de Víctor Paz Estenssoro aux élections en Bolivie.
- 7 août : 
  - Johnson obtient du Congrès à la quasi-unanimité la résolution du golfe de Tonkin qui lui remet les pleins pouvoirs pour « repousser toute attaque armée » et « prévenir toute agression future » dans la région. Plus tard (1968), le secrétaire à la défense Robert McNamara reconnaîtra que les deux destroyers attaqués avaient participé à des opérations offensives sud-vietnamiennes contre le Nord.
  - Le Premier ministre du Viêt Nam du Sud Nguyên Khanh décrète l'état d'urgence à la suite des bombardements du 4 août.
  - Le président de la République italienne, Antonio Segni, tombe gravement malade. Le président du Sénat exerce les fonctions de chef de l'État par intérim.
- 10 août : la naissance de la Commission interministérielle d’aménagement de la montagne (CIAM), devenue en 1970 le S.E.A.T.M. (Service d’Étude et d’Aménagement Touristique de la Montagne) consacre le début du « Plan Neige » français qui va permettre la création des stations intégrées dites de « troisième génération ».
- 19 août : intervention de la France au Gabon pour remettre Léon Mba au pouvoir.
- 20 août : l'Economic Opportunity Act alloue un fonds d'un milliard de dollars à diverses agences et à des programmes locaux chargés d'aider les jeunes à acquérir une formation professionnelle.
- 21 août : mort de Palmiro Togliatti, secrétaire général du Parti communiste italien et plusieurs fois ministre, à Yalta.
- 23 août : sur le circuit de Zeltweg, en Autriche, Lorenzo Bandini remporte, au volant de la Ferrari 156, le Grand Prix d'Autriche de Formule 1, septième épreuve de la saison, obtenant la seule victoire de sa carrière, en devançant l'Américain Richie Ginther (BRM, 2e) et le Britannique Bob Anderson (Brabham-Climax, 3e).
- 28 - 30 août : émeutes raciales à Philadelphie.
- 29 août, Canada : tentative de vol dans une armurerie par les felquistes François Schirm et Edmond Guénette. Ils sont arrêtés et condamnés.
- 31 août : réunion à Genève de la 3e conférence atomique internationale.

## Naissances
- 2 août : Mary-Louise Parker, actrice américaine.
- 3 août : Joan Higginbotham, astronaute américain.
- 8 août : 
  - Gilles Verdez, journaliste, chroniqueur à la télévision et à la radio et écrivain français.
  - Giuseppe Conte, homme d'État italien, Président du Conseil des ministres d'Italie de 2018 à 2021.
- 9 août : Brett Hull, joueur de hockey.
- 15 août : Melinda Gates, philanthrope américaine.
- 16 août : 
  - Jimmy Arias, joueur de tennis américain.
  - Aly Ngouille Ndiaye, personnalité politique sénégalaise.
- 17 août : Colin James, chanteur.
- 22 août : Mats Wilander, joueur de tennis suédois.
- 24 août : Salizhan Sharipov, spationaute ouzbek.
- 27 août : Paul Bernardo, criminel.
- 29 août : Pasteur Ntumi, homme politique, chef de guerre et pasteur congolais.

## Décès
- 12 août : Ian Fleming, romancier britannique, père de James Bond (° 1908).
- 22 août : Alexandre Julienne, militant syndical et politique français (° 22 août 1964).